# 형 (1984년 영화)
"형"은 1984년에 개봉한 대한민국의 영화이다.

## 캐스팅
- 임동진 : 현우 역
- 유동근 : 민우 역
- 연규진
- 오미연
- 민복기
- 김국현
- 김을동
- 김혁
- 김애경
- 이나성
- 추석양
- 임해림
- 오도규
- 유명순
- 라갑성
- 신동욱
- 신양균
- 조학자
- 박예숙
- 박종설
- 최재호
- 유일문
- 박부양
- 김유행
- 주상호
- 최준
- 김대현
- 신동욱